# Markus Fuchs (Fußballspieler)
Markus Fuchs (* 24. Februar 1980 in Rottweil) ist ein ehemaliger deutscher Fußballspieler.

## Karriere
Er begann beim SV Zimmern, bis er 2000 zur zweiten Mannschaft des 1. FC Nürnberg wechselte. 2003 wechselte er zum SC Pfullendorf und 2005 zur SpVgg Bayreuth. Dort spielte er ein Jahr in der Regionalliga Süd, ehe er mit dem Verein in die Bayernliga abstieg. In der folgenden Saison schoss er 17 Tore und hatte ein Spiel im DFB-Pokal, ein Jahr darauf erzielte er 14 Treffer. Zur Saison 2008/09 kehrte er zum in die Regionalliga aufgestiegenen 1. FC Nürnberg II zurück und wurde dort zu einem erfolgreichen Stürmer.
Am 16. November kam er mit 28 Jahren zu seinem ersten Profieinsatz, als er beim Auswärtsspiel der ersten Mannschaft in der Zweiten Bundesliga gegen den FC Ingolstadt 04 in der 90. Minute eingewechselt wurde. Seine Rückennummer war die 27. Da die Stürmer der ersten Mannschaft wieder besser in Form kamen, dauerte es bis zum 26. April 2009, ehe er dort erneut eingesetzt wurde.
In der Regionalliga war er am Ende mit 16 Toren sechstbester Stürmer der Liga. Lange war er der erfolgreichste Torjäger des FCN II, schließlich zog aber Ahmet Kulabas noch an ihm vorbei, der mit 18 Treffern Platz zwei in der Torschützenliste erreichte.
Vor der Saison 2009/10 wurde er nicht als Kadermitglied der ersten Mannschaft angegeben und gehörte daher offiziell nur zum 1. FC Nürnberg II. Dort zog er sich am 16. August 2009 einen Mittelfußbruch zu, wodurch er zwei Monate ausfiel. Insgesamt kam er in der Hinrunde der Saison 2009/10 auf ein Tor in acht Einsätzen und half dem FCN II damit zur Herbstmeisterschaft. In der Winterpause unterschrieb er einen Zweieinhalbjahresvertrag in Saarbrücken. Dort hatte er seinen ersten Einsatz am 23. Februar 2010 bei einem Auswärtsspiel gegen Eintracht Trier. Er schoss dabei beide Tore zu einem 2:2-Unentschieden. Am Ende der Saison stieg er mit dem Verein in die Dritte Liga auf. Nach der Saison 2011/12 wollte Fuchs zunächst seine Karriere beenden, unterzeichnete dann jedoch einen neuen Vertrag beim Regionalligisten Eintracht Trier. 2013 verließ er Trier und beendete kurze Zeit später seine Karriere.

## Titel / Erfolge
- Bundesliga-Aufstieg 2008/09 mit dem 1. FC Nürnberg
- Meister der Regionalliga West 2009/10 und 3.-Liga-Aufstieg mit dem 1. FC Saarbrücken